# Progress Wrestling
La Progress Wrestling (stylisé PROGRESS) est une fédération de catch (lutte professionnelle) britannique créée en 2011 par le comédien Jim Smallman (en), le producteur Jon Briley, et plus tard, l'acteur Glen Robinson (plus connu sous le nom de Glen Joseph ).

## Histoire
La Progress a été conçue par Jim Smallman (en) et Jon Briley en 2011, tous deux de grands fans de catch. Smallman est un grand fan de catch dit "strong style" à forte influence japonaise, et Briley était l'agent de Smallman.
En 2015, la Progress s'est produite cinq nuits au Download Festival. En décembre de la même année, ils commencent à organiser des spectacles réguliers au Ritz, une salle de concert de 1500 personnes à Manchester. Le 30 septembre 2018, la Progress Wrestling produit l'évènement "Hello Wembley" à la SSE Arena. Promu comme le plus grand spectacle de catch indépendant en Angleterre jamais organisé depuis 30 ans. L'événement a attiré 4 750 personnes, ce qui en fait l'événement le plus fréquenté de l'histoire de la fédération.
En 2016, la Progress Wrestling commence à travailler avec d'autres fédérations. Au Chapter 29, le 24 avril à Londres, deux matchs de qualification pour le WWE Cruiserweight Classic sont organisés. En 2017, des catcheurs de la Progress tels que Pete Dunne, Tyler Bate, Trent Seven et Mark Andrews participent au tournoi pour le championnat du Royaume-Uni de la WWE, avec Bate devenant le tout premier champion du Royaume-Uni de la WWE.
Smallman quitte la Progress fin 2019 après le Chapter 100. En juin 2020, la Progress est touchée par le mouvement #SpeakingOut, un mouvement dénonçant les agressions et actes de harcèlement sexuels dans le circuit indépendant britannique. Après plusieurs accusations, la Progress décide de ne plus travailler avec David Starr, Travis Banks et El Ligero, ainsi que de suspendre indéfiniment les champions par équipe de l'époque, Jordan Devlin et Scotty Davis, qui ont rendu leurs titres vacants. L'annonceur de ring et membre de l'équipe créative, Matt Richards, a également quitté la promotion. Le 21 juin 2020, il a été annoncé que Glen Joseph démissionnait et que Michael Oku, Vicky Haskins et James Amner arrivaient à la tête de l'entreprise.
En 2021, la Progress annonce son retour au milieu de la pandémie de COVID-19, au Theatre Peckham dans le sud de Londres pour l'évènement Chapter 104 : Natural Progression, le 20 février. 23 spectacles à huis clos y sont produits et diffusés sur le WWE Network. Le 31 décembre de la même année, avant le retour des spectacles en public en janvier 2022, il a été annoncé que la Progress avait été racheté par Lee McAteer et Martyn Best, reprenant l'entreprise de Briley.

## Demand Progress
Demand Progress est le service de vidéo à la demande de la Progress, lancé en mars 2015. En janvier 2017 sort le premier épisode de Freedom's Road, une nouvelle série de la Progress avec des matchs enregistrés spécifiquement pour la série et très orientée sur les personnages et les intrigues.

## Championnats

### Champions actuels
| Championnat                           | Champion(s) actuel(s)                         | Règne    | Date             | Durée       | Emplacement         | Notes | Ref.   |
| ------------------------------------- | --------------------------------------------- | -------- | ---------------- | ----------- | ------------------- | --- | ------ |
| PROGRESS World Championship           | Spike Trivet                                  | 1        | 28 août 2022     | 929 jours + | Londres, Angleterre | En battant Big Damo à PROGRESS Chapter 139: The Warriors Come Out To Play.                                                    | [ 12 ] |
| Progress Wrestling Atlas Championship | Ricky Knight Jr.                              | 1        | 26 février 2023  | 747 jours + | Londres, Angleterre | En battant Big Damo à Chapter 150: When The Man Comes Around.                                                                 | [ 13 ] |
| PROGRESS Tag Team Championship        | Smokin' Aces (Charlie Sterling et Nick Riley) | 2 (2, 2) | 28 mai 2023      | 656 jours + | Londres, Angleterre | En battant Sunshine Machine (Chuck Mambo et TK Cooper) à PROGRESS Chapter 153: Super Strong Style 16 Tournament Edition 2023. | [ 14 ] |
| PROGRESS Women's Championship         | Lana Austin                                   | 1        | 27 novembre 2022 | 838 jours + | Londres, Angleterre | En battant Kanji à Chapter 146: They Think It's All Over.... .                                                                | [ 15 ] |

#### Championnats inactifs
| Championnat                   | Date de création | Date de retrait | Dernier champion | Notes                                                 |
| ----------------------------- | ---------------- | --------------- | ---------------- | ----------------------------------------------------- |
| PROGRESS Proteus Championship | 21 juillet 2019  | 24 février 2021 | Paul Robinson    | Abandonné après le départ de Robinson de la Progress. |